# Каракурт
 Тази статия е за селото в Украйна.  За отровния паяк вижте Черен отровен паяк.  
Каракурт (на украински: Каракурт; на албански: Karakurti; на руски: Каракурт) е село в Южна Украйна, Болградски район на Одеска област. Населението му е 2707 души, по-голямата част албанци.

## География
Каракурт е разположено на 7 километра югоизточно от Болград, на пътя Болград-Одеса. През него тече река Карасулак.

## История
През XVIII и началото на XIX век на територията на днешна Република Молдова, край село Чумай, Тараклийски район е разположен ногайският аул Каракурт, населяван от рода Келеша. След 1807 година на мястото на този аул се заселват отвъддунавски колонисти, които по-късно се преселват на юг, пренасяйки названието на селището – Каракурт.

### В Руската империя 1812 – 1856
Днешното село Каракурт е основано през 1811 година от православни албанци, преселили се в Буджака от българските земи на юг от Дунава заедно с българи. Местата, от които се преселват тези албанци, са няколко села между Провадия и Варна, сред които се предполага, че влизат Джиздар кьой (днес Добрина), Ески Арнаутлар (днес Староселец) и днешна Девня. По говор преселниците са тоски.
В 1813 година в селото е изградена църквата „Рождество Богородично“. В Указ на руския император Александър I от 29 декември 1819 година, регламентиращ статута на „българите и другите отвъддунавски преселници“, Каракурт е посочено като селище в Измаилски окръг. През 1835 година в Каракурт са регистрирани 135 семейства с 883 жители (466 мъже и 417 жени). 17 от семействата (121 души) са нови преселници, установили се в селото след Руско-турската война от 1828 – 1829 г.
През 20-те и 30-те години на XIX век 65 семейства от Каракурт се заселват в Болград. През 1847 година свещеникът Григорий и учителят Иван Грипчов са спомоществуватели от Каракурт за „Зеркало или огледало християнское“, преведено от Н. Зографски и Захари Княжески.
В 1852 година жителите на селото са 1191 души, от които 1060 албанци, 118 българи, 13 малоруси. В началото на 50-те години на XIX век в селото има 151 къщи и 20 вятърни мелници.

### В Молдова/Румъния 1857 – 1878
Съгласно Парижкия мирен договор от 1856 година южната част на Бесарабия, включително колонията Каракурт, е включена в състава на Молдовското княжество (от 1861 г. – Румъния). Прокараната в началото на 1857 година нова молдовско-руска граница минава на изток от селото. През 1858 – 1878 година в Каракурт функционира начално училище с преподаване на български език, в което преподават Александър Михайлов (1858 – 1871), Димитър Найденов от Ташбунар (1870 – 1871), Михаил Тодоров (1871 – 1877).
През 1861 – 1862 година жители на Каракурт се включват в преселническото движение на бесарабските българи от Румъния в Русия и основават в Таврия селата Гаммовка, Георгиевка и Девненское. В края на 60-те години на XIX век в селото освен албанци живеят и известен брой българи/гагаузи, по-късно се увеличават браковете между жители на Каракурт и на близкия Болград.

По време на Възраждането каракуртчани са съпричастни със съдбата на българите в Бесарабия и на юг от Дунав. През септември 1876 година в Каракурт се създава Благотворително общество – част от инициатива, ръководена от Българското централно благотворително общество в Букурещ. Начело на дружеството са Св. П. Иванов (председател), Илия Гроздев (касиер), Николай Жечов и Танас Карасава (членове), Николай Манталуца (писмоводител). За учредяването на дружеството, неговите ръководители информират това в Болград по следния начин:
| „ | ... ние, селяните, подбудени от чувство към състрадание за нашите поробени братия в България, пострадалите от турците, съставихме и в нашето село едно благотворително общество, целта на което е да събира всякакъв род помощи за пострадалите българи в Турция. | “ |

### В Русия 1878 – 1918
От 1878 година Каракурт отново е в границите на Руската империя. Данните от 1879 година показват известно намаление на населението – 1063 жители, от които 532 мъже и 531 жени. Регистрирани са 463 коне и 761 глави едър рогат добитък. Броят на овцете и козите в Каракурт – 10 375 е сред най-големите в тази част на Бесарабия.
В 1907 година Каракурт наброява 1802 жители, от които 1011 албанци, 481 гагаузи, 223 българи, 53 малоруси и 34 молдавани. Някои автори отбелязват, че по това време малорусите (украинците) и молдованите в селото са възприели албанския език.
В началото на ХХ век жители на Каракурт основават на югоизток от селото неголямото селище Ени Каракурт (впоследствие Новое Жовтневое, Нове Жовтневе).

### В Румъния 1918 – 1940
След краха на Руската империя и присъединяването на Бесарабия към Румъния, от 1918 до 1940 година, както и по време на Втората световна война от 1941 до 1944 година, Каракурт е в пределите на Румъния. В началото на 20-те години на ХХ век в селото действа нелегална болшевишка структура – подразделение на организация с център в Кубей. В 1924 година местното население взима участие в антирумънското и просъветско Татарбунарско въстание, в резултат на което 31 жители на Каракурт са арестувани, а няколко от тях и осъдени от военен трибунал.
Според преброяването от 1930 година жителите на селото са 2812 души, от които 1754 албанци (62,38%), 652 гагаузи (23,19%), 273 българи (9,71%), 68 руснаци (2,42%), 40 румънци (1,42%), 11 турци, 4 поляци и 2 гърци.

### В СССР
От края на юни 1940 до юни 1941 година и от 1944 до 1991 година Каракурт е в състава на Съветския съюз. През 1944 година селото е преименувано на Жовтневое. В 1946 година са създадени три колхоза.

## Население

### Езици
Численост и дял на населението по роден език, според преброяването на населението през 2001 г. (за повечето в графа други роден език е албански):
| Роден език | Численост | Дял (в %) |
| Общо       | 2707      | 100.00    |
| Български  | 500       | 18.47     |
| Руски      | 409       | 15.10     |
| Гагаузки   | 311       | 11.48     |
| Украински  | 125       | 4.61      |
| Молдовски  | 37        | 1.36      |
| Беларуски  | 2         | 0.07      |
| Арменски   | 1         | 0.03      |
| Други      | 1322      | 48.83     |

## Родени в Каракурт
- Димитър Каракаш, български опълченец[22]
- Елена Сюпюр (1940) – румънски историк, българист
- Михаил Пейков (1940), художник